# 時刻

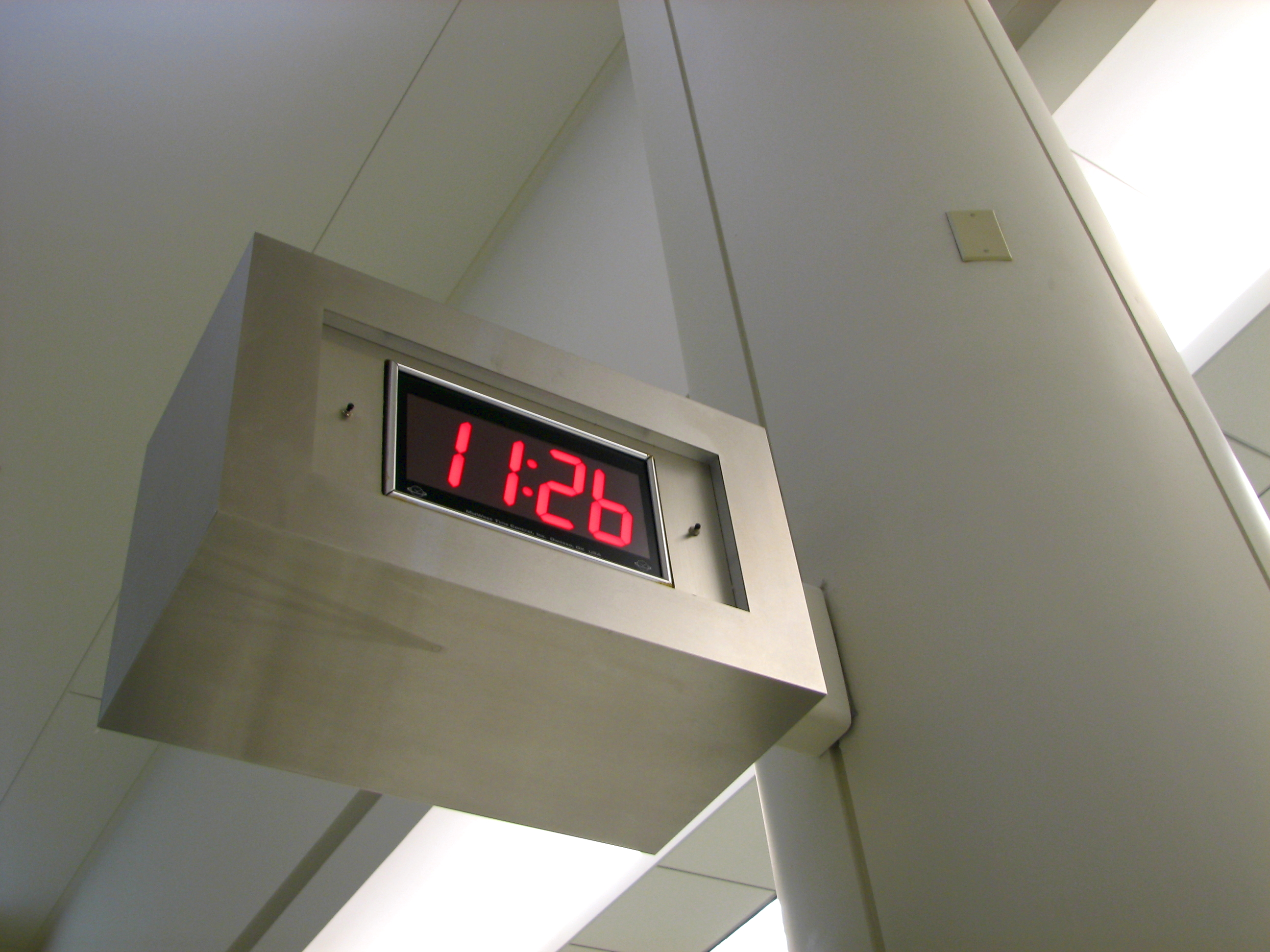
現代のデジタル時計の時刻表示

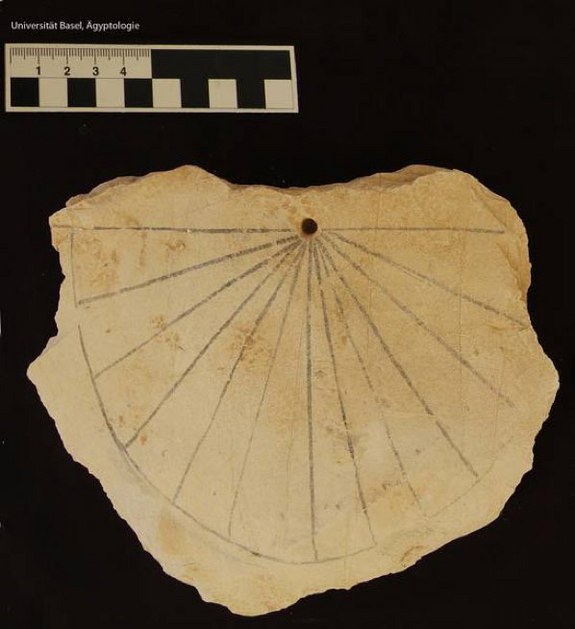
古代エジプトの日時計に刻まれた線、線ではさまれた12の区画（紀元前1500年ころのもの）。

時刻 （じこく）とは、時間の流れにおけるある一点、連続する時間の中のある瞬間である。
もともと人間の日常生活は太陽と密接に結びついているため、時刻は太陽の位置や角度と深く結びつけて考えられ、定められてきた。
この記事は主に、日常生活で用いる時刻を扱う。

## 時法
時刻に関する規定を時法（じほう）という。時法は一日の時間を分けて、それぞれに名称を定める規定である。一般に、各区分の名称、あるいは1日のうちの特定の時点（の名称）を時刻と言う（それに対して、1日を単位とした時間区分は日付と言い、一般には両者を区別する。なお「時法」は広義には暦法や紀年法を含む）。

### 区分の方法

#### 原初の区分
時刻表現として物理的に覚知可能な最小単位は、日の出と日の入による日で、より小さな分割は人為的で分割方法により様々な時法がある。極圏は白夜など日の出も日の入りもない時期や悪天候の際は、太陽の運行を判別できず、日や時刻の特定が困難である。

#### 不等分方法
1日は朝・昼・晩と三つに分けるほかに、明方・早朝・朝・昼前・昼後・夕・夕方・晩・夜中・深夜・未明など詳細に区分する表現もある。世界各地で類似表現がみられ、挨拶もその区分により使い分けられる場合が多い。当日を基準にして一昨日・昨日・昨晩・昨夜早朝・明日未明・明日・明後日・明々後日（しあさって）・弥の明後日（やのあさって）など、日を単位とする時間の区分表現もある。ほかに1日の区分で「朝一番」や「夕飯時・宵の口」などの慣用句や、1年の区分で「桃の咲く頃・下り鰹の捕れる時期」など季節や時節を用い、複数年を「一昨年の晩秋」などとする表現もある。夜中・深夜・未明など一般生活上の感覚と、報道や気象など生活に関連する業務における定義は差異がある。

#### 等分方法

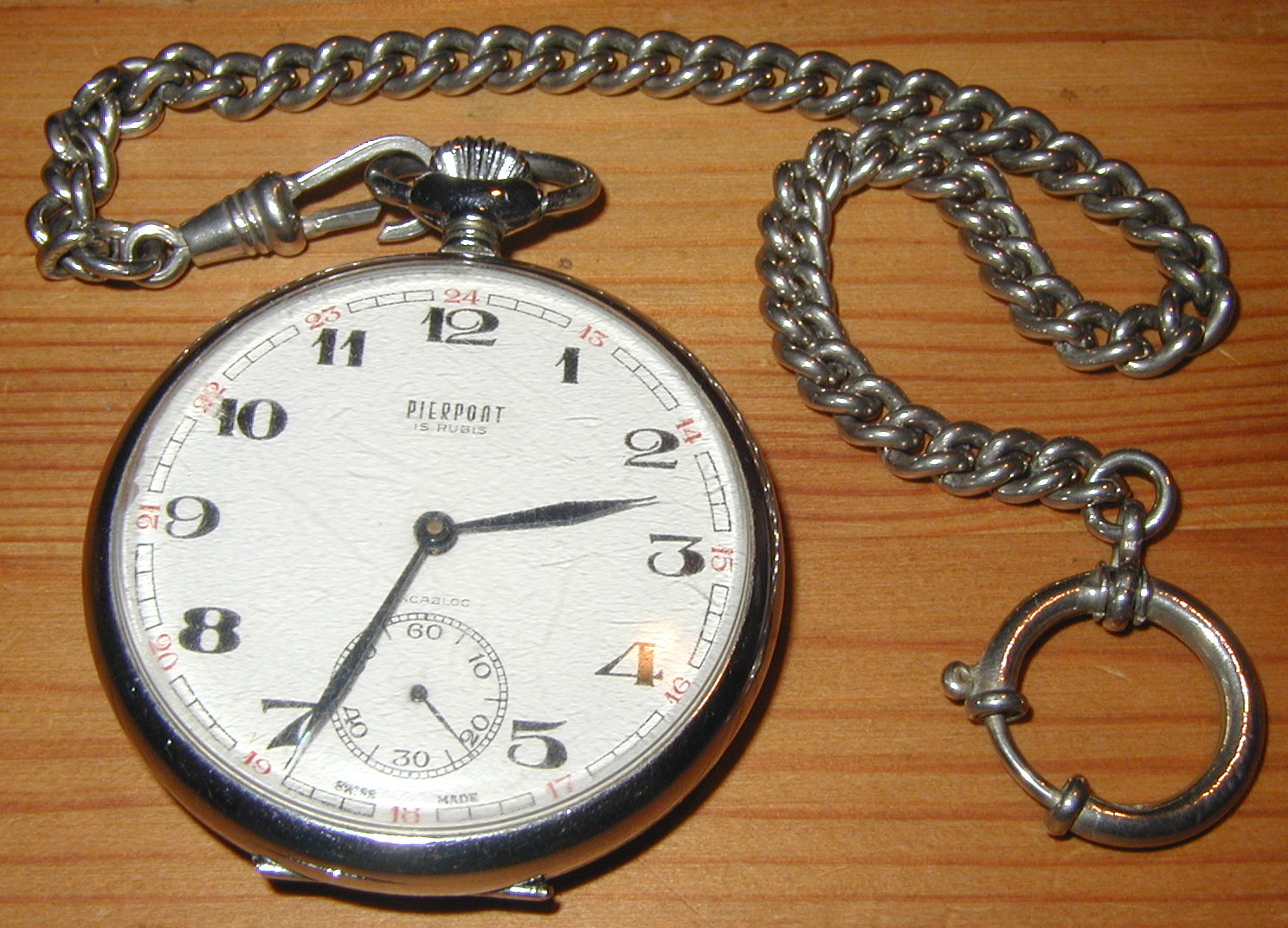
時計の文字盤（ダイヤル）の12時間表示

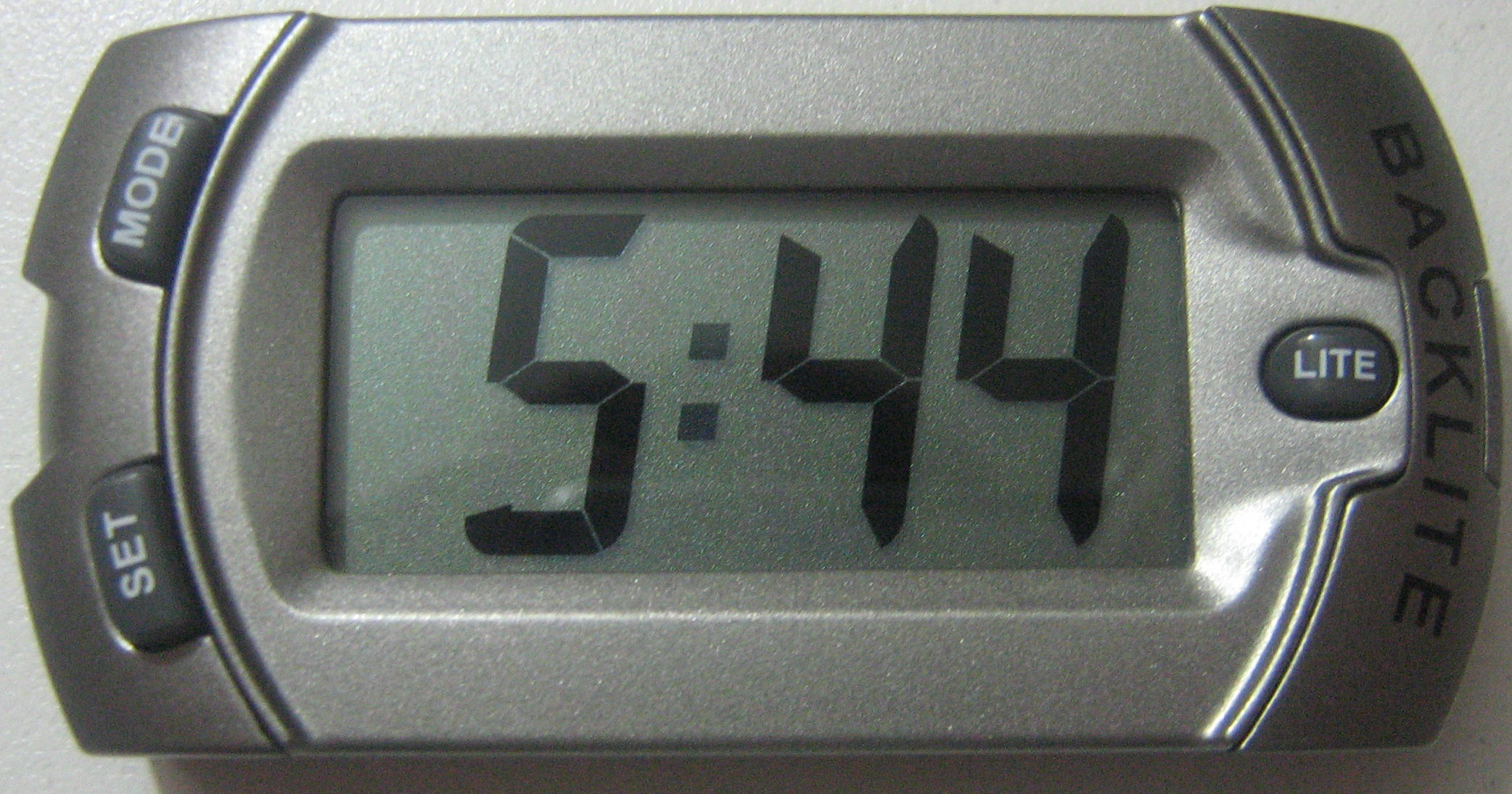
コロンによる区切り

古代バビロニアや古代エジプト以来の伝統で、時刻の区切りにも基本的に十二進法や六十進法が採用されている。古代エジプトなどで日中を12等分していた影響で、現在でも、一日を正午を基準とした「午前」（正午の前）、「午後」（正午の後）の半分に分け、それぞれを0時から12時までの12時間とする「12時制（12時間制）」、あるいは、午前と午後を分けずに一日を0時から24時までとする「24時制（24時間制）」が用いられている。国によって12時制を採用するか、24時制を採用するかの傾向は分かれるが、いずれにしろ1日は24時間である。
六十進法の考え方に基づき「時」を60等分したものを「分」と定め、「分」を更に60等分したものを「秒」としている。

### 表記の方法
多くは年・月・日・時・分・秒で時刻を表現し、コロン（:）で時分秒を区切る。日付と時刻の表記に関する国際標準規格のISO 8601は、基本形式においてはコロンを用いず（例：20180904T161447Z）、拡張形式の場合にコロンを用い（例：2018-09-04T16:14:47Z）、末尾に時刻帯を表記すると規定している。
12時間制で時刻を表記する場合には、時刻を表す数値に「a.m./p.m.」「午前/午後」を付して表記を行なう。午前を表す「a.m.」（ante meridiem）、午後を表す「p.m.」（post meridiem）を用いる場合には、時刻を表す数値の後に付し、午前0時（00:00 / 24:00）は 「12:00 a.m.」 、午後0時（12:00、正午）は 「12:00 p.m.」 と表す。日本で散見される「AM9時」「PM5時」のようなam、pmの前置は日本語表現の影響である。
12時間制で時刻表記をする場合の「時」の数値には、24時間制で用いられる13時から24時の数値は用いない。午前13時/午後13時のような表記は誤用となる。
地域や国により時刻表や放送番組中などの日常生活で12時制を多用するが、交通機関などで午前と午後の錯誤を回避する際は24時制を用いる。特に、12時間制における0時や12時の表記については解釈の余地があり、「午前/午後12時xx分」「午前/午後0時xx分」が指し示す「時刻」が「正午からxx分後あるいは正子からxx分後、どちらを意味するのか」という齟齬が生じやすい。

#### 正時「x分前」
日本語で時刻を指し示す表現の一つに、正時に対して相対的に「x分前」を付す場合がある。この日本語表現で示す「時刻」について解釈の齟齬が指摘されている。
具体例として「9時前」と「9時10分前」の表現を考える。正時である9時に「前」を付した「9時前」の場合には『9時の「（少し）前」』として一義的に理解される。
これに対し、正時である9時に「10分前」を付した「9時10分前」という表現の場合には、指し示す時刻が、
- 【A】9時の「10分前」、8時50分
- 【B】「9時10分」の少し前、9:05 - 09分頃

という、どちらの解釈も成り立つ。そのために、「9時10分前」が具体的に指す「時刻」についての誤解が生じやすい。特に九州地方の一部では「9時まで あと（のこり）10分」、「9時前10分」という表現と「9時10分前」が厳格に区別される。
NHK放送文化研究所による放送用語の用法例の説明として、（正時前の）時刻を客観的・時系列的に伝えるような場面では、「6時10分前」などの「-分前」の用法はせずに「5時50分」のように具体的に表すとしている。
ただし、このような相対的な時刻表現用法は、アナログ式時計での表示に基づく表現、つまり正時で「長針が12を指し示す」までの「残り分数」を表わすことを基とした表現であるため、コンピューターで用いられる絶対時刻のデジタル時計の普及に伴い、上記の一部地域での使用例は少なくなりつつある。

### 日本での時法・時制
日本は交通機関や経済活動を中心に、コンピュータや家電製品のタイマーなどに24時制が広く使われている。デジタル表示による時計では、12時制と24時制に切り替えられるものが多い。しかしアナログ表示の時計においては24時制となっているものは少ない。
公共交通機関では24時制が多く使われている。
放送では12時制と24時制が併用されており、時に30時制も併用される。2000年代のTBS系列を例に挙げると夕方は『イブニング・ファイブ』、夜は『NEWS23』だった。テレビ画面上の時刻表示では12時制が多い。深夜0時以降は、NHKは通常の12時制で暦通りに表現する。テレビ・ラジオ欄は、新聞各紙では12時制、インターネット番組表サイトは24時制が多い。
民間放送（民放）は放送システムの関係から放送上は12時制だが、24時（=翌午前0時）以降の時刻をシステムの切り替えタイミングとなる28時（翌午前4時） - 29時（翌午前5時）までとして使う場合が多い。午前4時ないし午前5時までは当日の放送ではなく前日の放送の続きとして扱う「30時間制」の変則的な用法であり、これは深夜放送を行なうラジオなどの各放送局ウェブサイトの番組表で確認できる特徴の一つである。このように時刻表現の用法が異なるために、NHKと民放各局を比べると以下のような日時表現の違いが確認できる。
例：日曜午前0時の時刻表現
- NHK
  - 「日曜午前0時」。場合により「土曜深夜」と補足することもある[11]。
- 民放
  - 「日曜午前0時」 - テレビ朝日[12]、日本テレビ[13]
  - 「土曜24時」 - TBS[14]、フジテレビ[15]
  - 「土曜深夜0時」 - テレビ東京[16]

自衛隊においては午前と午後の錯誤を防ぐ目的で24時制が採用されている。例えば午後1時20分の場合は1320のように4桁のアラビア数字を用いて表記し、ヒトサンフタマルと「粒読み」で発音する。また、時間帯を示す場合は、4桁のアラビア数字の末尾に対応するアルファベットを記し、通話表に則った発音をする。

## 歴史
時刻は太陽の位置や角度と深く結びつけて考えられてきた。
バビロニア人や古代エジプト人は日の出、アラブ人やユダヤ人は日の入を一日の始まりとしていた。
時刻はしばしば、太陽の時角つまり子午線からの角度によって決められた。これを現代では「真太陽時」という。
また古代では、しばしば日没と日の出の間を等分する方法とられた。季節によってこの時間は変動するため、ひとつの時刻区分の長さも伸縮したので、現代ではこれを「不定時法」という。

### ヨーロッパ
西洋では、古代には日の出と日の入りの間をそれぞれ十二等分する不定時法が用いられており、季節によって長さが異なっていた。後に一日を二十四等分する定時法に改められた。バビロニア人やエジプト人は日の出、アラブ人やユダヤ人は日の入を一日の始まりとしていた。定時法が採用され、さらに時計が発達してからは、夜半（太陽の南中の対極）を一日の始まりとし、南中を12時、その以前を午前、以後を午後としてそれぞれを12等分（0 - 12時）する現在の時法となった。より精密な機械式時計の発達とともに、13世紀にさらに細かな分割である分と秒が作られた。
天文学においては、正午を日界（一日の始まり）とする天文時がクラウディオス・プトレマイオス以来使用され続けてきた。これは、夜間の天体観測途中で日付が変わることを避けるためであった。また、天文時は航海においても使用されていた。1925年1月1日以降は、天文学でも真夜中（正子）を一日の始まりとする常用時が使用されている（経緯についてはグリニッジ標準時#天文時の廃止を参照）。ただし、ユリウス通日は現在も正午を日界として定義されている。

### 中国
中国では、古代には一日を100等分して1つの分割を「刻」としていたが、漢代に、一日を12等分して、夜半から十二支を順に振って子の刻・丑の刻……とする時辰が生まれた。それぞれの分割は「刻」といい、100分割の刻と区別するために「辰刻」（しんこく）ともいう。
明代に西洋の時計とともにその時法が導入されて、一日を24時間とする時法も使われるようになった。その際、それまでの「時」の半分である西洋の「時」は「小時」と呼ばれるようになった。この名称は現在でも使われており、「小時（xiaoshì）」は時間という意味である。
古代の「刻」は、現在でも一応中国でquarterの音訳で15分の意味で使われている。ただし現代の実生活で使う事は少なく、通常は四十五分や十五分などで言い表している。

### 日本

#### 時刻制度のはじまり
『日本書紀』には660年に中大兄皇子（天智天皇）が漏刻（水時計）をつくり、671年にはこの漏刻を新しい天文台に置いて太鼓と鐘で時を知らせたとの記録があり、これが日本における時刻制度の始まりとされている。また漏刻が設置された日（現在の太陽暦で6月10日）は、1920年に「時の記念日」に制定されている。

#### 区分法の別とその変遷
日本では、中国の一日を12等分する時法や、100等分する時法が導入された。当初は一日を12等分する定時法で、室町時代ごろから日の出と日の入または夜明けと日暮れの間をそれぞれ6等分する不定時法が用いられるようになった。天文や暦法で使う時法は一貫して定時法だった。江戸時代には、不定時法に表示を合わせた和時計も作られた。
日の出と日の入は地軸が傾いている地球では毎日少しずつ変化し、また、地軸が4.1万年の周期で約21.5度から24.5度の間で変化（ミランコビッチ・サイクル）しているため、不定時法による時刻も仙台藩（現：宮城県等）と薩摩藩（現：鹿児島県等）のように離れた土地でも異なり、また、同じ太陽暦の月日の同じ土地であっても室町時代と明治時代では微妙に異なることになる。地軸が23.4度である現在の日本において札幌と東京との日の出時刻を比べると、夏至では札幌（3:55）が東京（4:25）より早く、冬至では札幌（7:02）が東京（6:47）より遅い。

##### 九で表す十二等分法
| 時鐘      | 辰刻   | 現在の時法 （前後約1時間） |
| --------- | ------ | -------------------------- |
| 夜/暁九つ | 子の刻 | 0時ごろ                    |
| 夜/暁八つ | 丑の刻 | 2時ごろ                    |
| 暁七つ    | 寅の刻 | 4時ごろ                    |
| 明六つ    | 卯の刻 | 6時ごろ                    |
| 朝五つ    | 辰の刻 | 8時ごろ                    |
| 朝/昼四つ | 巳の刻 | 10時ごろ                   |
| 昼九つ    | 午の刻 | 12時ごろ                   |
| 昼八つ    | 未の刻 | 14時ごろ                   |
| 昼/夕七つ | 申の刻 | 16時ごろ                   |
| 暮六つ    | 酉の刻 | 18時ごろ                   |
| 夜/宵五つ | 戌の刻 | 20時ごろ                   |
| 夜四つ    | 亥の刻 | 22時ごろ                   |

室町時代後半から、時刻を時鐘の数で呼ぶようになった。時鐘は、昼に9つ打ち、一刻ごとに1つずつ減らして4つの次は深夜の9つに戻り、また一刻ごとに1つずつ減らして4つの次が昼の9つとなる。
中国の陰陽の考え方では9を特別な数として扱い、もっとも縁起の良い数と考えられていた。このことから、昼を9、以降一刻ごとに9を2倍（9×2=18）、3倍（9×3=27）、4倍（9×4=36）…と増やしている。ただし、この数だけ鐘を鳴らそうとすると最大で54回も鳴らすことになり、これでは数が多すぎるため、十の桁を省略し、結果的に1ずつ減る形となった。
昼と夜で同じ数があるので、これらを区別して右の表のように呼んだ。しかし、江戸時代以前の人々の生活は夜明けから日暮れまでが中心だったことから、昼間の時刻という前提で日常会話では「昼」や「朝」などは省略されていることが多かった。ただし、六つだけは明け方なのか夕暮れなのかわからないため「明六つ」、「暮六つ」と言い分けた。

##### 刻の分割法
一刻の真ん中を「正刻（しょうこく）」と呼び、または一刻を3等分して上刻・中刻・下刻とする分割もあった。また一刻を4等分して、例えば子の刻ならそれぞれを「子一つ」「子二つ」「子三つ」「子四つ」と呼ぶ分割もあった。
日本語では、時辰の半分に当たる時間を半刻（はんとき）、時辰の4分の1に当たる時間を四半刻（しはんとき）と呼び、四半刻は江戸時代には日常的に用いられる時間の最小単位であった。

##### 更点法
夜間の分割については6等分のほか、5等分の更点法もある。日暮れを一更（初更）とし、二更、三更として夜明け前は五更となり、一つの更はさらに一点（初点）から五点まで5等分され、夜明けは五更五点となる。
日本でも更点法は奈良時代から一部で使われたが、どちらかというと更点法は中国や朝鮮で盛んに用いられた。
漢字「更」は中国において更夫（夜番）が更代する意味から、夜間の時刻の呼称に用いられるようになった。「更」がそこからさらに転じて「夜がふける」の意味に用いられるようになったのは日本独自の用法である。

##### 太陽暦の導入と二十四時制
1873年（明治6年）1月1日、太陽暦の導入と同時に西洋式の時法が導入された。軍隊内部では、午前・午後の錯誤を防ぐために二十四時制が使用されていた。
1942年（昭和17年）10月11日、鉄道省が十二時制から二十四時制へ移行、日本国有鉄道にも引き継がれ一般人の間にも二十四時制が普及し現在に至る。

#### 日本語の伝統的な時刻表現
太陽が南中するころが午の刻だったことから、南中時刻を「午の正刻」と呼んだ。これが現代でも昼の12時ちょうどを表す「正午」の語源となっている。「午前」「午後」はその前後の時間を意味する。
午後2時から3時ごろに仕事の手を休めてとる休憩時に軽食をとる習慣が江戸時代から始まった。この時間がおおよそ昼八つ、つまり「八つ時（やつどき）」であり、午後3時ごろに食べる間食を指す「おやつ」という言葉が生まれた。現代では「おやつ」は間食全般のことを指し、時刻には左右されない言葉になっている。
落語の演題である「時そば」では、「今何時（なんどき）だい?」の問いに「九つで」の応答を期待していたところ、「四つで」と答えられ、代金のごまかしに失敗するという落ちである。
「暮れ六つ」・「酉の刻」は古神道に代表される民間信仰などの、宗教的な意味合いを持つ時刻の表現として、逢魔時（おうまがとき）といった。大禍時・逢う魔が時・逢う魔時ともいい、黄昏時のことである。黄昏時は黄が太陽を表し、昏が暗いを意味する言葉である。「たそがれどき」は「誰彼時」とも表記し、「誰そ、彼」、つまり「そこにいる彼は誰だろう。良く分からない」といった薄暗い夕暮れの事象をそのまま言葉にしたものであり、本来の夕暮れを表す漢字の「黄昏」にこの「たそがれ」を読みとして合わせた。
丑三つ時（うしみつどき）も神域や常世へ誘う端境であると考えられ、古くは平安時代に呪術としての「丑の刻参り」が行われた。

### 十進時法
フランス革命の指導者たちが提唱した、一日を十の冪数で分割する方法。メートル法と同じく、「全てを十の冪数に変えよ」という発想に基づいている。十進化時間を参照。

## コンピュータの時法
コンピュータの内部時計は、日とは無関係の秒だけを用いた時法が用いられる。dateコマンドなどによる表示は、内部時刻をユーザーの地域の地方時に換算したものである。
Unix系のシステム多くでは、内部時刻を1970年1月1日0時0分0秒（GMT）を起点（元期Epochすなわち0）とし、それから経過した秒数で表す（UNIX時間）。以前、多くはこれを32ビット符号付整数として扱っていた。他に1970年1月1日0時0分0秒からの経過時間を64ビットのミリ秒で表したり（Java）、1904年1月1日からの経過秒数を倍精度浮動小数点数で表す（REALbasic）例もある。NTPでは1900年1月1日0時0分0秒（UTC）を起点とし、そこから経過した秒数を32ビット符号なしで表す。
これら秒数のカウンタは上限が決まっているため、いつかは桁あふれ（オーバーフロー）を起こし、それ以降の時刻に対しては正しい演算が行えなくなる。上述したUNIXの方式では2038年1月19日にあふれる2038年問題、NTPでは同様に2036年2月7日に発生する2036年問題が指摘されている。

## 「時刻」と「時間」
「時刻」と「時間」には関連がある。だが厳密に言えば異なっている。時間のほうは「ある時刻から異なる時刻までの間隔」などと説明されることもある。時刻は間隔尺度で、時間は比率尺度または比例尺度である。
ところが、日本では時刻の意味で「時間」という言葉が使われることも多い。鉄道の時刻表は主として発車時刻をまとめて記載したものであるが、九州旅行案内社が発行する「綜合時間表 九州版」など「時間表」と呼んでいる例もある。「JTB時刻表」も、1925年4月の創刊時は「汽車時間表」だった。